# Удельнов, Михаил Георгиевич
Михаил Георгиевич (Егорович) Удельнов (ноябрь 1905, Берег, Тверская область — 18 октября 1986, Москва) — советский биолог, специалист по физиологии сердца. Доктор биологических наук, профессор биологического факультета МГУ, заслуженный деятель науки РСФСР.

## Биография
Михаил Удельнов родился в ноябре 1905 года в деревне Берег Тверской губернии (ныне в Тверской области). В 1929 году окончил Тверской педагогический институт. Работал в Институте психологии. В 1932-1934 годах учился в аспирантуре биологического факультета МГУ. После окончания аспирантуры работал на кафедре физиологии человека и животных биологического факультета в должности ассистента, доцента, затем профессора. Во время Великой Отечественной войны служил в Вологодском объединённом военном комиссариате в звании интенданта 3 ранга. Помимо педагогической работы в МГУ М. Г. Удельнов также заведовал лабораторией в Институте терапии АМН СССР.
В последние годы жизни был профессором-консультантом биологического факультета МГУ.
Жил в Москве в Доме преподавателей МГУ по адресу: Ломоносовский проспект, 14. Умер 18 октября 1986 года.

## Научная деятельность
Михаил Георгиевич Удельнов являлся крупным специалистом в области с физиологии сердца и вегетативной нервной системы. Он автор более 300 научных трудов, среди которых две крупные монографии и три учебных пособия. Его работы сыграли важную роль в развитии кардиологии. Их темами были исследование генеза ЭКГ, изучение механизмов изменения ЭКГ при разных патологиях сердечно-сосудистой системы, механизмов экстракардиальной и внутрисердечной нервной регуляции. Он автор нового в теоретическом отношении учения о роли количественного фактора нервного воздействия в осуществлении адаптивных сдвигов в гемодинамике сердца.
Учениками М. Г. Удельнова были многие крупные советские и российские физиологи, в числе которых академик Л. В. Розенштраух. На кафедре физиологии человека и животных биологического факультета МГУ он проводил большой практикум для студентов, читал спецкурсы по физиологии сердечно-сосудистой системы и физиологии органов чувств. Под его руководством было защищено более 100 дипломных работ, 40 кандидатских и 7 докторских диссертаций.
По свидетельству биофизика С. Э. Шноля, именно М. Г. Удельнову принадлежит «важная роль в сохранении истинного духа науки» на биологическом факультете МГУ после августовской сессии ВАСХНИЛ 1948 года.

## Награды и звания
- Заслуженный деятель науки РСФСР (1978) — за заслуги в области физиологической науки и многолетнюю плодотворную педагогическую деятельность[8]
- Ветеран труда[1]
- Отличник высшей школы[1]
- Медали[1]
- Грамоты и благодарности Министерства высшего и среднего специального образования СССР, Министерства здравоохранения СССР, университета, факультета[1]

## Сочинения
- Удельнов М. Г. Нервная регуляция сердца (структурно-функциональные основы тормозящего и усиливающего влияния нервной системы). — М.: Издательство Московского университета, 1961.
- Удельнов М. Г. Физиология сердца. — М.: Издательство Московского университета, 1975.